# İznik-søen
Iznik-søen (tyrkisk: İznik Gölü) er en sø i provinsen Bursa i Tyrkiet. Den er omkring 32 km lang og 10 km bred med en maksimal dybde på ca. 80 m. Byen Iznik (historisk kendt som Nicaea ) ligger i den østlige ende. Søens antikke græske navn var Askania ( Ἀσκανία ); det latinske navn var Ascania.

## Historie
I græsk mytologi blev regionen ved søen İznik under Den trojanske krig holdt af fryggerne, der sendte tropper til hjælp for kong Priam, ledet af brødrene Phorcys og Ascanius, der ifølge Iliaden Aretaons sønner.
Ascanius, søn af Aretaon, bør ikke forveksles med Ascanius (søn af Eneas ) eller Ascanius (søn af Priam), som også er med i legender fra den trojanske krig.
I 1920'erne var regionen kendt for risproduktion.
Under luftfotografering for at undersøge de lokale monumenter i 2014, fandt man resterne af en undersøisk byzantinsk basilika - muligvis rejst i det 4. århundrede - en opdagelse, der blev udnævnt til en af de 10 vigtigste opdagelser af det arkæologiske institut i Amerika. Basilikaen var dedikeret til Sankt Neophytos af Nicaea, og det menes, at virkningerne af et jordskælv, der fandt sted i 740 e.Kr., provokerede dens sammenbrud. Planer er på vej til at etablere et undersøisk museum. 

## Vigtigt fugleområde
Søen, er formelt ubeskyttet, men blev af BirdLife International i 1989 erklæret som et vigtigt fugleområde på grund af densvandfuglearter er truet af forurening og udvikling af İznik som et fritidscenter.